# Pidof
pidof（ピーアイディーオブ）は、実行中のプロセス（群）を名前で指定し、そのプロセス識別子（PID）を返す Linux のユーティリティ。他のOSでは、代替として pgrep や ps がよく使われる。実際には killall5 へのエイリアスである。killall5 は System V の killall の Linux での名称である。ランレベルスクリプトで使われており、呼び出された名称によってその動作が決定される。
実行例:
```
[user&hostname]$ 
pidof java
 
3097
```

```
[user&hostname]$ 
pidof info

2867 2464
```